# シュンエイ
シュンエイとは日本のアングロアラブ競走馬、種牡馬である。1歳年上の全兄セイユウとともに1950年代の中央競馬で活躍し、引退後には記念競走が創設された。

## 概要
馬齢は旧表記を用いる。
3歳となった1957年10月6日、京都競馬場のアラブ系3歳競走でデビューすると、1959年1月24日の中京競馬場で行われたアラブ系オープン競走まで20連勝を飾った。21戦目はサラブレッド相手のオープン競走に出走し3着に敗れ連勝はストップしたが、20連勝、1番人気で18連勝および22勝といった記録はすべて中央競馬に現在まで残る記録である。その後はもう2戦サラブレッドに挑戦したものの兄セイユウに続く勝利はならなかった。その後はアラブ系限定の競走に戻り、タマツバキ記念（春）ではアングロアラブ相手に初の敗戦（4着）を喫したが、その後は再び3連勝して引退した。4歳時の1958年は15戦全勝で啓衆社賞最優秀アラブを受賞した。レコードタイム更新は1回だったが、1958年の読売カップ（秋）では72kgの負担重量で勝利している。セイユウは当時果敢にサラブレッドに挑戦していたため対戦はしていない。
引退後は種牡馬となり、産駒には1971年の啓衆社賞最優秀アラブを受賞したラオスオーなどがいる。
また兄セイユウとともに1974年には記念競走の「シュンエイ記念」が創設された。当初は重賞競走であったが1983年以降はオープン特別競走に格下げされたものの、中央競馬がアングロアラブ競走を廃止した1995年まで続いた。

### おもな勝利
- 1958年 - タマツバキ記念（春）、読売カップ（春）、タマツバキ記念（秋）、読売カップ（秋）

## 血統表
| シュンエイの血統（アラブ血量25% / サラ ベンドア系（エクリプス系） / Neil Gow5×5=6.25%、Sunstar5×5=6.25%） | シュンエイの血統（アラブ血量25% / サラ ベンドア系（エクリプス系） / Neil Gow5×5=6.25%、Sunstar5×5=6.25%） | シュンエイの血統（アラブ血量25% / サラ ベンドア系（エクリプス系） / Neil Gow5×5=6.25%、Sunstar5×5=6.25%） | （血統表の出典）               | （血統表の出典）   |
| 父 サラ *ライジングフレーム Rising Flame 1947 黒鹿毛                                                      | 父の父サラ The Phoenix 1940 鹿毛                                                                          | サラ Chateau Bouscaut                                                                                     | サラ Kircubbin                 | サラ Kircubbin     |
| 父 サラ *ライジングフレーム Rising Flame 1947 黒鹿毛                                                      | 父の父サラ The Phoenix 1940 鹿毛                                                                          | サラ Chateau Bouscaut                                                                                     | サラ Ramondie                  |                    |
| 父 サラ *ライジングフレーム Rising Flame 1947 黒鹿毛                                                      | 父の父サラ The Phoenix 1940 鹿毛                                                                          | サラ Fille de Poete                                                                                       | サラ Firdaussi                 | サラ Firdaussi     |
| 父 サラ *ライジングフレーム Rising Flame 1947 黒鹿毛                                                      | 父の父サラ The Phoenix 1940 鹿毛                                                                          | サラ Fille de Poete                                                                                       | サラ Fille d'Amour             |                    |
| 父 サラ *ライジングフレーム Rising Flame 1947 黒鹿毛                                                      | 父の母サラ Adomirable 1942 黒鹿毛                                                                         | サラ Nearco                                                                                               | サラ Pharos                    | サラ Pharos        |
| 父 サラ *ライジングフレーム Rising Flame 1947 黒鹿毛                                                      | 父の母サラ Adomirable 1942 黒鹿毛                                                                         | サラ Nearco                                                                                               | サラ Nogara                    |                    |
| 父 サラ *ライジングフレーム Rising Flame 1947 黒鹿毛                                                      | 父の母サラ Adomirable 1942 黒鹿毛                                                                         | サラ Silvia                                                                                               | サラ Craig an Eran             | サラ Craig an Eran |
| 父 サラ *ライジングフレーム Rising Flame 1947 黒鹿毛                                                      | 父の母サラ Adomirable 1942 黒鹿毛                                                                         | サラ Silvia                                                                                               | サラ Angela                    |                    |
| 母 アア 弟猛 1949 鹿毛                                                                                    | 母の父サラ *レイモンド Raymond 1930 鹿毛                                                                  | サラ Gainsborough                                                                                         | サラ Bayardo                   | サラ Bayardo       |
| 母 アア 弟猛 1949 鹿毛                                                                                    | 母の父サラ *レイモンド Raymond 1930 鹿毛                                                                  | サラ Gainsborough                                                                                         | サラ Rosedrop                  |                    |
| 母 アア 弟猛 1949 鹿毛                                                                                    | 母の父サラ *レイモンド Raymond 1930 鹿毛                                                                  | サラ Nipsiquit                                                                                            | サラ Buchan                    | サラ Buchan        |
| 母 アア 弟猛 1949 鹿毛                                                                                    | 母の父サラ *レイモンド Raymond 1930 鹿毛                                                                  | サラ Nipsiquit                                                                                            | サラ Herself                   |                    |
| 母 アア 弟猛 1949 鹿毛                                                                                    | 母の母アラ 弟詠 1945 鹿毛                                                                                 | アラ *イブンヂアド                                                                                        | アラ マナギイ                  | アラ マナギイ      |
| 母 アア 弟猛 1949 鹿毛                                                                                    | 母の母アラ 弟詠 1945 鹿毛                                                                                 | アラ *イブンヂアド                                                                                        | アラ マナギイエスウベリイエ    |                    |
| 母 アア 弟猛 1949 鹿毛                                                                                    | 母の母アラ 弟詠 1945 鹿毛                                                                                 | アラ 太陽                                                                                                 | アラ *エルワルド               | アラ *エルワルド   |
| 母 アア 弟猛 1949 鹿毛                                                                                    | 母の母アラ 弟詠 1945 鹿毛                                                                                 | アラ 太陽                                                                                                 | アラ 師陽 オーバーヤン五ノ七系 |                    |